# Campionati europei di atletica leggera 2018 - 3000 metri siepi femminili
I 3000 metri siepi femminili ai campionati europei di atletica leggera 2018 si sono svolti tra il 10 e il 12 agosto 2018.

## Podio
| Oro     | Gesa Felicitas Krause Germania     |
| Argento | Fabienne Schlumpf Svizzera         |
| Bronzo  | Karoline Bjerkeli Grøvdal Norvegia |

## Record
Prima di questa competizione, il record del mondo (RM), il record europeo (EU) ed il record dei campionati (RC) erano i seguenti:
| Record                | Prestazione | Atleta                   | Data                                        | Competizione   |
| --------------------- | ----------- | ------------------------ | ------------------------------------------- | -------------- |
| Record mondiale       | 8'44"32     | Beatrice Chepkoech Kenya | 20 luglio 2018 Monaco, Principato di Monaco |                |
| Record europeo        | 8'58"81     | Gulnara Galkina Russia   | 17 agosto 2008 Pechino, Cina                | Olimpiadi 2008 |
| Record dei campionati | 9'17"57     | Julija Zaripova Russia   | 30 luglio 2010 Barcellona, Spagna           | Europei 2010   |

## Risultati

### Batterie
Passano alla finale le prime cinque atlete di ogni batteria (Q) e le cinque atlete con i migliori tempi tra le escluse (q).
| Pos. | Batteria | Nome                      | Nazionalità   | Tempo    | Note                                     |
| ---- | -------- | ------------------------- | ------------- | -------- | ---------------------------------------- |
| 1    | 2        | Fabienne Schlumpf         | Svizzera      | 9'32"32  | Q                                        |
| 2    | 2        | Luiza Gega                | Albania       | 9'33"11  | Q                                        |
| 3    | 2        | Gesa Felicitas Krause     | Germania      | 9'33"51  | Q                                        |
| 4    | 2        | Rosie Clarke              | Gran Bretagna | 9'33"78  | Q                                        |
| 5    | 2        | Isabel Mattuzzi           | Italia        | 9'34"02  | Q                                        |
| 6    | 1        | Karoline Bjerkeli Grøvdal | Norvegia      | 9'34"23  | Q                                        |
| 7    | 2        | Maruša Mišmaš             | Slovenia      | 9'34"28  | q                                        |
| 8    | 1        | Anna-Emilie Møller        | Danimarca     | 9'34"46  | Q                                        |
| 9    | 1        | Ophélie Claude-Boxberger  | Francia       | 9'34"50  | Q                                        |
| 10   | 1        | Elena Burkard             | Germania      | 9'34"63  | Q                                        |
| 11   | 1        | Irene Sánchez-Escribano   | Spagna        | 9'34"69  | Q                                        |
| 12   | 2        | Adva Cohen                | Israele       | 9'36"13  | q                                        |
| 13   | 2        | Emma Oudiou               | Francia       | 9'36"15  | q                                        |
| 14   | 1        | Nataliya Strebkova        | Ucraina       | 9'37"28  | q                                        |
| 15   | 1        | Viktória Gyürkés          | Ungheria      | 9'38"56  | q                                        |
| 16   | 1        | Martina Merlo             | Italia        | 9'41"05  | Miglior prestazione personale            |
| 17   | 1        | Alicja Konieczek          | Polonia       | 9'41"16  | Miglior prestazione personale            |
| 18   | 2        | Jana Sussmann             | Germania      | 9'41"18  |                                          |
| 19   | 2        | Janica Rauma              | Finlandia     | 9'41"70  | Miglior prestazione personale            |
| 20   | 2        | María José Pérez          | Spagna        | 9'44"72  |                                          |
| 21   | 1        | Chiara Scherrer           | Svizzera      | 9'47"46  |                                          |
| 22   | 2        | Francesca Bertoni         | Italia        | 9'47"75  |                                          |
| 23   | 1        | Svjatlana Kudzelič        | Bielorussia   | 9'47"89  | Miglior prestazione personale stagionale |
| 24   | 2        | Matylda Szlęzak           | Polonia       | 9'49"27  |                                          |
| 25   | 1        | Lucie Sekanová            | Rep. Ceca     | 9'50"38  | Miglior prestazione personale stagionale |
| 26   | 1        | Özlem Kaya                | Turchia       | 9'50"80  |                                          |
| 27   | 1        | Antje Möldner-Schmidt     | Germania      | 9'52"79  |                                          |
| 28   | 2        | Zita Kácser               | Ungheria      | 9'53"36  | Miglior prestazione personale stagionale |
| 29   | 2        | Katarzyna Kowalska        | Polonia       | 9'54"83  |                                          |
| 30   | 1        | Caroline Högardh          | Svezia        | 9'55"61  |                                          |
| 31   | 1        | Irene van der Reijken     | Paesi Bassi   | 9'57"10  |                                          |
| 32   | 1        | Kerry O'Flaherty          | Irlanda       | 10'09"81 |                                          |
| 33   | 2        | Michelle Finn             | Irlanda       | 10'10"93 |                                          |

### Finale
| Pos. | Nome                      | Nazionalità   | Tempo   | Note                                     |
| ---- | ------------------------- | ------------- | ------- | ---------------------------------------- |
|      | Gesa Felicitas Krause     | Germania      | 9'19"80 | Miglior prestazione personale stagionale |
|      | Fabienne Schlumpf         | Svizzera      | 9'22"29 | Miglior prestazione personale stagionale |
|      | Karoline Bjerkeli Grøvdal | Norvegia      | 9'24"46 |                                          |
| 4    | Luiza Gega                | Albania       | 9'24"78 |                                          |
| 5    | Adva Cohen                | Israele       | 9'29"74 | Record nazionale                         |
| 6    | Elena Burkard             | Germania      | 9'29"76 | Miglior prestazione personale            |
| 7    | Anna-Emilie Møller        | Danimarca     | 9'31"66 | Record nazionale                         |
| 8    | Irene Sánchez-Escribano   | Spagna        | 9'31"84 | Miglior prestazione personale            |
| 9    | Ophélie Claude-Boxberger  | Francia       | 9'31"84 | Miglior prestazione personale            |
| 10   | Rosie Clarke              | Gran Bretagna | 9'32"15 |                                          |
| 11   | Maruša Mišmaš             | Slovenia      | 9'34"50 |                                          |
| 12   | Nataliya Strebkova        | Ucraina       | 9'40"03 |                                          |
| 13   | Viktória Gyürkés          | Ungheria      | 9'40"41 |                                          |
| 14   | Emma Oudiou               | Francia       | 9'43"26 |                                          |
| 15   | Isabel Mattuzzi           | Italia        | 9'43"90 |                                          |